# Staatswappen Norwegens

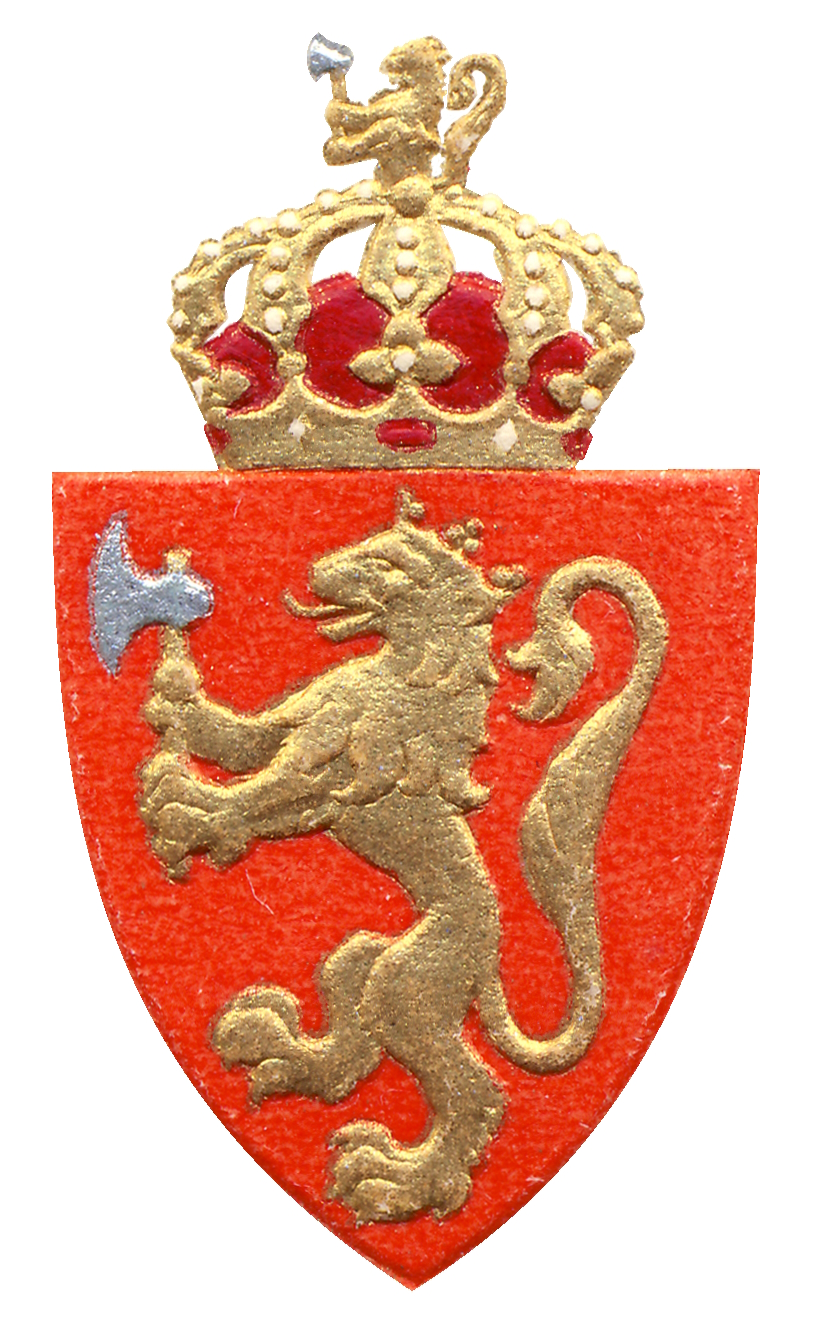
Eilif Peterssens Staatswappen 1905

Das Staatswappen Norwegens, der Norske Løve, ist eines der ältesten in Europa und war ursprünglich ein persönliches Wappen des Königs.

## Geschichte
Im Jahre 1280 stattete König Erik II. Magnusson den Löwen mit einer Krone und einer Axt aus. Die Axt war das Symbol Olavs des Heiligen.
Das Aussehen des Wappens Norwegens hat sich im Laufe der Jahrhunderte verändert. Im Spätmittelalter wurde der Schaft der Axt mehrmals verlängert, bis die Axt mehr einer Hellebarde ähnelte. Der Schaft wurde auch mehr und mehr krumm, um auf die Schildform, welche zu dieser Zeit populär war, zu passen. Der Löwe, der mit allen vieren die Hellebarde mit dem krummen Schaft  hielt, blieb während der gesamten Zeit unter dänischer Krone unverändert, bis König Oskar I. am 10. Juni 1844 das Aussehen des Staats- und Königswappens durch eine Resolution festlegte. Hierbei wurde aufgrund der historischen Forschungen von Rudolf Keyser  die kurzschaftige Axt wieder eingeführt, jedoch gerade mit dem Löwen in vorgebeugter Stellung und einer fast viereckigen Schildform. Dies war die erste offizielle Veränderung des Wappens. Der Resolutionstext, der Norwegens Staatswappen festlegt lautet:
Et rødt fiirkantet Skjold, i hvilket sees en, nederst fra Venstre og opad til Høire i fremadskridende Stilling opreist kronet gylden Løve, med aabent Gab og udstrakt Tunge, holdende i Forlabberne en opløftet Stridsøxe med gyldent Skaft og Blad af Sølv, – over Skjoldet en kongelig Krone.
Übersetzung:
Ein roter, viereckiger Schild, in dem von unten links und empor nach rechts ein in vorrandschreitender Stellung, aufrecht, gekrönter goldener Löwe zu sehen ist, mit angehobenem Bein und ausgestreckter Zunge, der in den Vorderpfoten eine angehobene Streitaxt mit goldenem Schaft und einem Blatt aus Silber hält, – über dem Schild eine königliche Krone.
Nach der Unionsauflösung wurde ein neues offizielles Wappenzeichen nach einem Entwurf des Malers Eilif Peterssen eingeführt. Dieser ging zurück zu den Vorbildern aus dem Mittelalter mit einem eher aufrechten Löwen in einem dreieckigen «gotischen» Schild. Peterssons Version des Staatswappens wurde durch die königliche Resolution am 14. Dezember 1905 verbindlich, in der es unter anderem hieß:
Rigsvaabenet er en heraldisk, kronet Løve med Olavsøksen, der har sølvfarvet Blad, i trekantet, høirødt Skjold uden Ramme.
Skjoldet er oventil ret, mod den nedre Spids let afrundet.
Løven er, væsentlig i Overensstemmelse med de Løver, der sees paa de gamle Kongesegl fra det 13de og 14de Aarhundrede, en opreist, gylden, kronet Løve, vendt mod Høire. Løvens Stilling er afpasset efter Skjoldets Form, saaledes at den hviler paa det venstre Bagben og holder det høire i løftet, fremadskridende Stilling. Løvens Hale er bøiet indover mod Løvens Ryg. Paa sit Hoved bærer Løven en aaben, trebladet Krone. Øksen holdes i ret Stilling. Over det Skjold, i hvilket Løven er anbragt, er der en lukket kongelig Krone. Denne afsluttes foroven i en Kugle (Rigsæble) med Kors. Bag Korset staar en halv, opreist, kronet Løve, som sees fra Siden.
Übersetzung:
Das Reichswappen ist ein heraldischer, gekrönter Löwe mit der Olavs-Axt, die ein silberfarbenes Blatt hat, in einem dreieckigen, hochroten Schild ohne Rahmen.
Der Schild ist nach oben gerade, mit einer unten leicht abgerundeten Spitze.
Der Löwe ist, wesentlich in Übereinstimmung mit den Löwen, wie auf den alten Königssiegeln aus dem 13. und 14. Jahrhundert, ein aufrechter, goldener, gekrönter Löwe, gegen rechts gekehrt. Die Stellung des Löwen ist an die Form des Schildes angepasst, daher ruht er auf dem linken Hinterbein und hält das rechte in die Luft, in voranschreitender Stellung. Der Schwanz des Löwen ist hinter dem Rücken gebogen. Auf seinem Haupt trägt der Löwe eine geöffnete, dreiblättrige Krone. Die Axt wird in gerader Stellung gehalten. Über dem Schild, in dem der Löwe angebracht ist, ist eine geschlossene, königliche Krone. Diese schließt oberhalb in einer Kugel mit Kreuz. Unter dem Kreuz steht ein halber, aufrechter, gekrönter Löwe, der von der Seite gesehen wird.
Peterssens Modell für das Staatswappen wurde, sowohl für den König als auch für den Staat, bis 1937 gebraucht, als eine neue Gestaltung für Zwecke des Staates, gezeichnet vom Archivar Hallvard Trætteberg, in Gebrauch genommen wurde. Der König behielt jedoch die Version von 1905 und benutzt sie immer noch in der Königsflagge und dem Königswappen.
Die Gestaltung des Staatswappens zum staatlichen Gebrauch wurde durch königliche Resolution vom 19. März 1937 festgelegt:
1. Noregs riksvåpen er ei upprett gull-løve på raud grunn med gullkrone på hovudet og gullskjeft sylvøks i framlabbane.
2. Riksvåpnet skal vanleg ha skjoldform. Over skjolden skal vanleg stå ei kongskrone med rikseple og kross.
3. Alle teikningar til riksvåpnet til bruk for offentlege institusjonar må bli godkjende av Utanriksdepartementet, so framt dei ikkje er eller blir fastsett av Kongen.
4. Noregs riksinnsigle skal i stempelen ha riksvåpnet i skjoldform under kongskrone med kongsnamn og kongstitel i omskrift.
5. Den kgl.res. frå 14. desember 1905 om riksvåpnet og riksinnsiglet gjeld ikkje lenger.

Übersetzung:
1. Norwegens Staatswappen ist ein aufrechter Goldlöwe auf rotem Grund mit einer Goldkrone auf dem Kopf mit Königsnamen und Königstitel in der Umschrift.
2. Das Staatswappen soll gewöhnlich eine Schildform haben. Über dem Schild soll gewöhnlich eine Königskrone mit einem Reichsapfel und einem Kreuz stehen.
3. Alle Zeichnungen des Staatswappens zum Gebrauch für öffentliche Institutionen müssen vom Außenministerium zugelassen werden, sofern sie nicht vom König festgesetzt sind oder werden.
4. Norwegens Staatssiegel sollen das Reichswappen in Schildform unter Königskrone mit Königsnamen und Königstitel in der Umschrift in ihrem Stempel haben.
5. Die königliche Resolution vom 14. Dezember 1905 über das Staatswappen und die Staatsinsignien gelten nicht länger.

Diese Resolution gilt bis heute und Trættebergs Zeichnung, ohne naturalistische Details, sind mit kleinen Änderungen weiterhin in Gebrauch. Die aktuelle Version des Staatswappens wurde am 16. Dezember 1992 vom König zugelassen.

## Gebrauch
Die königliche Resolution vom 20. Mai 1927 setzt fest:
Riksvåbenet må kun benyttes av Statens myndigheter i utøvelsen av deres offentlige virksomhet.
Übersetzung:
Das Staatswappen darf nur von den Behörden des Staates in Ausübung ihrer öffentlichen Tätigkeit benutzt werden.
Das Staatswappen kann vom Hof, vom Storting, von Ministerien, vom Gericht und vom Regierungspräsidenten benutzt werden. Jeglicher Privatgebrauch ist verboten.